# Cedrorum azoricus azoricus
Cedrorum azoricus azoricus é uma subespécie de insetos coleópteros pertencente à família Carabidae.
A autoridade científica da subespécie é Borges & Serrano, tendo sido descrita no ano de 1993.
Trata-se de uma subespécie presente no território português.